# Cheilite angolare
La  cheilite angolare  o stomatite angolare, conosciuta anche come boccarola, è una malattia infiammatoria che colpisce i due angoli della bocca.

## Presentazione clinica
I sintomi e i segni clinici sono:
- dolore
- eritema
- fissurazioni agli angoli della bocca

## Eziologia
Tra i fattori causali più comuni vi sono la candidosi, modifiche correlate alla degenerazione cutanee tipica dell'anzianità, deficienze nutrizionali tra le quali quelle di vitamina B2 e di ferro.
Cheiliti angolari possono inoltre insorgere successivamente a operazioni chirurgiche, come la tonsillectomia.

## Terapia
Il trattamento, se necessario, è di tipo farmacologico: si somministrano antimicotici e supplementi di vitamine. Molto validi si sono dimostrati trattamenti con farmaci a base di acido salicilico e ioduro (fertomcidina U).